# Gare de Gazinet-Cestas
Gare de Gazinet-Cestas – stacja kolejowa w Cestas, w departamencie Żyronda, w regionie Nowa Akwitania, we Francji.
Jest stacją Société nationale des chemins de fer français (SNCF), obsługiwaną przez pociągi TER Aquitaine.